# Włochy (powiat kielecki)
Włochy – wieś w Polsce położona w województwie świętokrzyskim, w powiecie kieleckim, w gminie Nowa Słupia.
| SIMC    | Nazwa            | Rodzaj    |
| ------- | ---------------- | --------- |
| 0255875 | Włochy-Kolonia   | część wsi |
| 0255881 | Włochy-Kresy     | część wsi |
| 0255898 | Włochy-Nowa Wieś | część wsi |
| 0255906 | Włochy-Wieś      | część wsi |

W latach 1975–1998 miejscowość należała administracyjnie do województwa kieleckiego.
Obok wsi przepływa rzeka Pokrzywianka.
Przez wieś przechodzi  niebieski szlak turystyczny z Łysej Góry do Pętkowic.
Wierni Kościoła rzymskokatolickiego należą do parafii Parafia św. Małgorzaty w Chybicach.

## Historia
Włochy w wieku XIX opisano jako wieś nad Pokrzywnicą w powiecie opatowskim, gminie Grzegorzewice, parafii Chybice, odległe od Opatowa 21 wiorst.
W roku 1883  było tu 17 domów i 161 mieszkańców ziemi 180 mórg dworskich i 221 mórg włościańskich.
Spis z 1827 roku wykazał 11 domów i 51 mieszkańców.
Miejscowość znana w XIV wieku. Bodzanta - biskup krakowski przyłączył w  1362 r. wieś Włochy i trzy inne do nowo utworzonej parafii w Chybicach (Kod. Małop., III, 155).
W połowie XV w. wieś w  parafii Stara Słupia stanowiła własność Andrzeja Misszopada herbu Łabędź, miała łany kmiece, karczmy, zagrodników, folwark rycerski, z których dziesięcinę płacono plebanowi w Goźlicach Długosz L.B. (t.II, s.336).
Według registru poborowego powiatu sandomierskiego, z roku 1508 wieś Włochy, własność Myssopatha z Włoch, miała 1 łan. W r. 1578 Miskiczki płacił od 6 osad, 2 1/2 łana, 2 biednych (Pawiński, Małop., 460, 193).